# Richard Porson

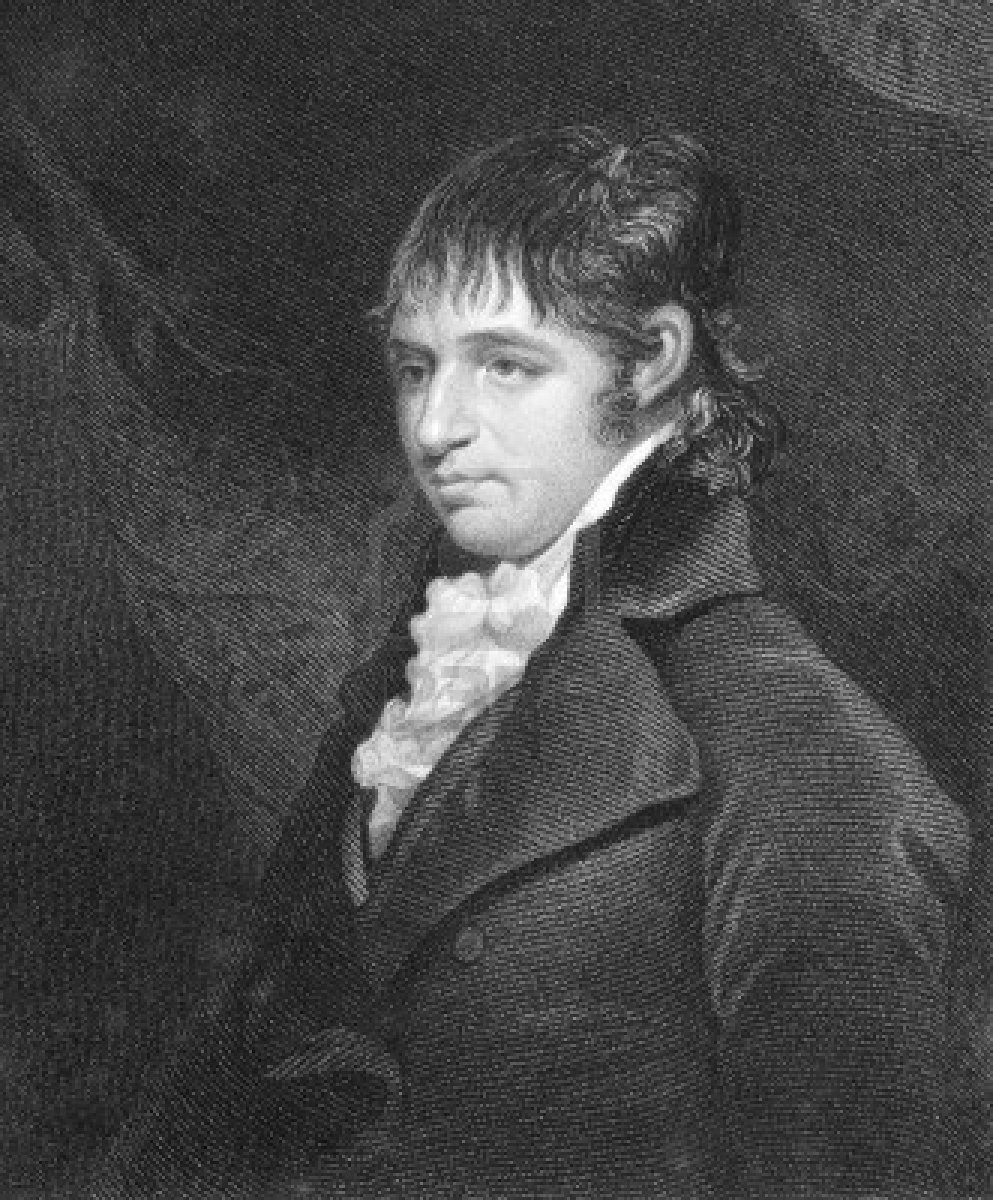
Richard Porson

Richard Porson (25 de dezembro de 1759 – 25 de setembro de 1808) foi um académico classicista britânico. Enunciou a Lei de Porson sobre a métrica grega; a família tipográfica Porson para o alfabeto grego recebeu o seu nome, sendo baseada na sua caligrafia manual.

## Obras publicadas
- Notae in Xenophontis anabasin (1786);
- Appendix to Toup (1790);
- Letters to Travis (1790);
- Aeschylus (1795, 1806);
- Euripides (1797–1802);
- Colação do manuscrito Harleiano da Odisseia (1801);
- Adversaria (Monk and Blomfield, 1812);
- Tracts and Criticisms (Kidd, 1815);
- Aristophanica (Dobree, 1820);
- Notae in Pausaniam (Gaisford, 1820);
- Photii lexicon (Dobree, 1822);
- Notae in Suidam (Gaisford, 1834);
- Correspondence (H. R. Luard, editado para a Cambridge Antiquarian Society, 1867).